# Arundanus nacreosa
Arundanus nacreosa är en insektsart som beskrevs av Samuel Ebb Crumb 1915. Arundanus nacreosa ingår i släktet Arundanus och familjen dvärgstritar. Inga underarter finns listade i Catalogue of Life.